# Dymokury (zámek)
Zámek Dymokury stojí v centrální části obce Dymokury v okrese Nymburk. Barokní zámek vznikl na místě zaniklé tvrze okolo poloviny 17. století.

## Historie
Tvrz vznikla pravděpodobně ve druhé polovině 14. století. Poprvé je písemně doložena v roce 1572, kdy ji vlastnil Jindřich Seletický ze Smojna.
V roce 1377 držel jeden díl Dymokur Sezema z Bříště († 1395) a druhý díl Jakubin z Dymokur. V 1414 se uvádí v držení tohoto druhého dílu Václav Jakubin, zvaný Lacembok. Po jeho smrti zboží zdědil Purkart z Kopidlna a v roce 1463 je získal jako odúmrť Jan z Ronova a Křince. Jeho potomci koupili i druhou část vsi od vladyků ze Záhoří a drželi Dymokury do roku 1572. Tehdy zadlužený Jan Šťastný Křinecký z Ronova prodal ves Dymokury, tvrz a poplužní dvůr Jindřichovi Seletickému ze Smojna. Ten však o rok později zemřel a vdova statek prodala Zdeňkovi z Valdštejna. Od roku 1606 držel Dymokury Adam mladší z Valdštejna († 1638). Od něj v roce 1614 koupil Dymokury Albrecht Jan Smiřický (1594–1618).
Po porážce stavovského odboje mezi lety 1618–1620 dymokurský statek s tvrzí koupil Albrecht z Valdštejna. Dlouho je však nedržel, prodal je Janu Eusebiovi Khanovi z Belazzy. V roce 1654 prodala hraběnka Františka Pálfyová z Platenštejna, roz. Khanová z Belazzy, panství, které tvořilo jedno městečko a 31 vesnic, Guillaumovi Lamboyovi († 1659).
Po roce 1654 tvrz zřejmě zanikla a na jejím místě postavil Vilém Lamboy barokní zámek. Původně se nejspíše jednalo o skromnou přízemní stavbu. Vdova po Vilému Lamboyovi Anna Františka prodala panství v roce 1673 hraběti Ludvíku Colloredovi z Wallsee, Za jeho držení byl zámek kolem roku 1688 zvýšen o jedno patro a byla přistavěna další dvě křídla. Z této doby pochází také popis dymokurského zámku. Ludvík Colloredo odkázal Dymokury své dceři Marii Antonii, provdané kněžně Montecuccoliové. Za ní byla kolem roku 1723 na zámku zřízena nová zámecká kaple.
Marie Antonie odkázala v roce 1738 panství Dymokury svému příbuznému Kamilu Colloredovi z Wallsee. Za jeho syna Františka Colloreda byl zámek v roce 1786 opraven a částečnou přestavbou získal nynější podobu trojkřídlé, jednopatrové barokní stavby.
V roce 1833 se prostřednictvím sňatku hraběte Otakara Czernina z Chudenic (1809–1886) s Rosinou Colloredo-Waldsee (1815–1874), dostal zámek do majetku rodu Černínů. Rosina Černínová iniciovala přestavbu zámku včetně kaple (1871), syn Děpold Černín (1836–1893) po převzetí dědictví realizoval úpravu zámeckého parku. V jejich rodě zůstal zámek až do roku 1948, kdy byl hraběti Rudolfu Theobaldovi (1904–1984) zkonfiskován. Zámek využívala armáda. Po roce 1989 byl zámek navrácen synovi hraběte Děpoldovi Czerninovi (1936–2015).

## Současnost
Současným majitelem zámku je senátor Tomáš Czernin, který představuje pátou generaci Czerninů vlastnící zámek. K zámku patří i lesní, polní a rybniční hospodářství.